# Frank Mir
Francisco Santos «Frank» Mir, III (24 de mayo de 1979) es un artista marcial mixto estadounidense que actualmente compite en la categoría de Peso pesado de Bellator MMA.

## Primeros años
Mir nació y creció en Las Vegas, Nevada. Empezó a entrenar y competir en Kenpo Karate desde una temprana edad. El padre de Mir le convenció para que comenzara con la lucha como su principal base, debido a que esto le podría ayudar a evitar presentaciones. En sus comienzos como luchador durante su tercer año perdió sus primeros nueve enfrentamientos. Durante su último año (1998), Mir consiguió un récord de 44-1 con el que ganó el campeonato estatal.

## Carrera en artes marciales mixtas

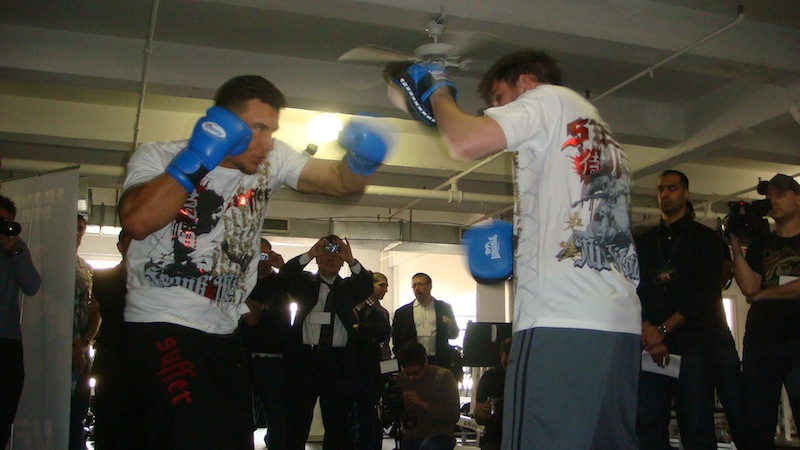
Frank Mir entrenando

### Ultimate Fighting Championship
El 25 de septiembre de 2010, Mir se enfrentó a Mirko Filipović en UFC 119. Mir ganó la pelea por nocaut en la tercera ronda.
El 28 de mayo de 2011, Mir se enfrentó a Roy Nelson en UFC 130. Mir ganó la pelea por decisión unánime.
Mir se enfrentó a Antônio Rodrigo Nogueira el 10 de diciembre de 2011 en UFC 140. Mir ganó la pelea por sumisión en la primera ronda, ganando así el premio a la Sumisión de la Noche, que finalmente fue premiada con la Sumisión del Año 2011. En el momento de la presentación, Mir le disloco el hombro a Nogueira. En la conferencia de prensa posterior al evento, Dana White, presidente de UFC, nombró ésta hazaña la sumisión del siglo.
Mir se enfrentó a Júnior dos Santos por el campeonato de peso pesado de UFC el 26 de mayo de 2012 en UFC 146. Mir perdió la pelea por nocaut técnico en la segunda ronda.
El 20 de abril de 2013, Mir se enfrentó a Daniel Cormier en UFC on Fox 7. Mir perdió la pelea por decisión unánime.
Mir se enfrentó a Josh Barnett el 31 de agosto de 2013 en UFC 164. Mir perdió la pelea por nocaut técnico en la primera ronda.
El 1 de febrero de 2014, Mir se enfrentó a Alistair Overeem en UFC 169. Mir perdió la pelea por decisión unánime.
El 22 de febrero de 2015, Mir se enfrentó a Antônio Silva en UFC Fight Night 61. Mir ganó la pelea por nocaut en la primera ronda, ganando así el premio a la Actuación de la Noche.
Mir se enfrentó a Todd Duffee el 15 de julio de 2015 en UFC Fight Night 71. Mir ganó la pelea por nocaut en la primera ronda, ganando así el premio a la Actuación de la Noche.
El 5 de septiembre de 2015, Mir se enfrentó a Andrei Arlovski en UFC 191. Mir perdió la pelea por decisión unánime.
El 20 de marzo de 2016, Mir se enfrentó a Mark Hunt en UFC Fight Night 85. Mir perdió la pelea por nocaut en la primera ronda.

## Vida personal
El padre de Mir es cubano nacido de inmigrantes marroquíes de origen ruso. Tanto el padre como el propio Mir han afirmado que el apellido de su familia nunca ha sido "Miranda". Mir y su esposa Jennifer tienen tres hijos en común.
Mir se ha declarado ateo y libertario.

## Campeonatos y logros
| - Ultimate Fighting Championship - Campeón de Peso Pesado de UFC (Una vez) - Campeón Interino de Peso Pesado de UFC (Una vez) - Sumisión de la Noche (Dos veces) - Actuación de la Noche (Dos veces) - Mayor número de victorias en la división de Peso Pesado en la historia de UFC (16) - Mayor número de peleas en la división de Peso Pesado en la historia de UFC (26) - Mayor número de finalizaciones en la división de Peso Pesado en la historia de UFC (13) - Tercer mayor cantidad de victorias por sumisión en la historia de UFC (8) - Mayor cantidad de victorias por sumisión en la división de Peso Pesado en la historia de UFC (8) - Primer y único hombre en acabar un combate por toe hold en la historia de UFC - Sumisión más rápida en la división de Peso Pesado en la historia de UFC (46 segundos) - Sumisión del Año (2011) vs. Antônio Rodrigo Nogueira el 10 de diciembre - Revista FIGHT! - Sumisión del Año (2008) vs. Brock Lesnar el 2 de febrero - Sherdog - Peleador de Regreso del Año (2008) - Sumisión del Año (2011) vs. Antônio Rodrigo Nogueira el 10 de diciembre - Segundo Equipo más Violento (2011) - Salón de la Fama de las AMM - ESPN - Sumisión del Año (2011) vs. Antônio Rodrigo Nogueira el 10 de diciembre | - Jiu-Jitsu Brasileño - Cinturón negro de manos de Ricardo Pires - Campeonato Panamericano - Cinturón azul "Pesadissimo": 1.er Puesto (2001) - Asociación Norteamericana de Grappling - Campeón de la categoría de peso absoluto (2007) - Comisión de Lucha del Estado de Nevada - Campeón estatal (1998) |

## Registro en artes marciales mixtas
| Resultado | Récord | Oponente                 | Método                              | Evento                             | Fecha                    | Ronda | Tiempo | Localización                | Notas                                                                        |
| --------- | ------ | ------------------------ | ----------------------------------- | ---------------------------------- | ------------------------ | ----- | ------ | --------------------------- | ---------------------------------------------------------------------------- |
| Victoria  | 19–13  | Roy Nelson               | Decisión (unánime)                  | Bellator 231                       | 25 de octubre de 2019    | 3     | 5:00   | Uncasville, Connecticut     |                                                                              |
| Derrota   | 18–13  | Javy Ayala               | TKO (golpes)                        | Bellator 212                       | 14 de diciembre de 2018  | 2     | 4:30   | Honolulu, Hawái             |                                                                              |
| Derrota   | 18–12  | Fedor Emelianenko        | TKO (golpes)                        | Bellator 198                       | 28 de abril de 2018      | 1     | 0:48   | Rosemont, Illinois          | Semifinal del Gran Premio de Peso Pesado.                                    |
| Derrota   | 18–11  | Mark Hunt                | KO (golpe)                          | UFC Fight Night: Hunt vs. Mir      | 20 de marzo de 2016      | 1     | 3:01   | Brisbane                    |                                                                              |
| Derrota   | 18–10  | Andrei Arlovski          | Decisión (unánime)                  | UFC 191                            | 5 de septiembre de 2015  | 3     | 5:00   | Las Vegas, Nevada           |                                                                              |
| Victoria  | 18–9   | Todd Duffee              | KO (golpe)                          | UFC Fight Night: Mir vs. Duffee    | 15 de julio de 2015      | 1     | 1:13   | San Diego, California       | Actuación de la Noche.                                                       |
| Victoria  | 17–9   | Antônio Silva            | KO (golpes y codazos)               | UFC Fight Night: Bigfoot vs. Mir   | 22 de febrero de 2015    | 1     | 1:40   | Porto Alegre                | Actuación de la Noche.                                                       |
| Derrota   | 16–9   | Alistair Overeem         | Decisión (unánime)                  | UFC 169                            | 1 de febrero de 2014     | 3     | 5:00   | Newark, Nueva Jersey        |                                                                              |
| Derrota   | 16–8   | Josh Barnett             | TKO (rodillazo)                     | UFC 164                            | 31 de agosto de 2013     | 1     | 3:01   | Milwaukee, Wisconsin        |                                                                              |
| Derrota   | 16–7   | Daniel Cormier           | Decisión (unánime)                  | UFC on Fox: Henderson vs. Melendez | 20 de abril de 2013      | 3     | 5:00   | San José, California        |                                                                              |
| Derrota   | 16–6   | Júnior dos Santos        | TKO (golpes)                        | UFC 146                            | 26 de mayo de 2012       | 2     | 3:04   | Las Vegas, Nevada           | Por el Campeonato de Peso Pesado de UFC.                                     |
| Victoria  | 16–5   | Antônio Rodrigo Nogueira | Sumisión técnica (kimura)           | UFC 140                            | 10 de diciembre de 2011  | 1     | 3:38   | Toronto                     | Sumisión de la Noche; Sumisión del Año (2011).                               |
| Victoria  | 15–5   | Roy Nelson               | Decisión (unánime)                  | UFC 130                            | 28 de mayo de 2011       | 3     | 5:00   | Las Vegas, Nevada           |                                                                              |
| Victoria  | 14–5   | Mirko Filipović          | KO (rodillazo)                      | UFC 119                            | 25 de septiembre de 2010 | 3     | 4:02   | Indianapolis, Indiana       |                                                                              |
| Derrota   | 13–5   | Shane Carwin             | KO (golpes)                         | UFC 111                            | 27 de marzo de 2010      | 1     | 3:48   | Newark, Nueva Jersey        | Por el Campeonato Interino de Peso Pesado de UFC.                            |
| Victoria  | 13–4   | Cheick Kongo             | Sumisión técnica (guillotine choke) | UFC 107                            | 12 de diciembre de 2009  | 1     | 1:12   | Memphis, Tennessee          |                                                                              |
| Derrota   | 12–4   | Brock Lesnar             | TKO (golpes)                        | UFC 100                            | 11 de julio de 2009      | 2     | 1:48   | Las Vegas, Nevada           | Por el Campeonato de Peso Pesado de UFC.                                     |
| Victoria  | 12–3   | Antônio Rodrigo Nogueira | TKO (golpes)                        | UFC 92                             | 27 de diciembre de 2008  | 2     | 1:57   | Las Vegas, Nevada           | Ganó el Campeonato Interino de Peso Pesado de UFC.                           |
| Victoria  | 11–3   | Brock Lesnar             | Sumisión (kneebar)                  | UFC 81                             | 2 de febrero de 2008     | 1     | 1:30   | Las Vegas, Nevada           | Sumisión de la Noche; Sumisión del Año (2008).                               |
| Victoria  | 10–3   | Antoni Hardonk           | Sumisión (kimura)                   | UFC 74                             | 25 de agosto de 2007     | 1     | 1:17   | Las Vegas, Nevada           |                                                                              |
| Derrota   | 9–3    | Brandon Vera             | TKO (codazos y golpes)              | UFC 65                             | 18 de noviembre de 2006  | 1     | 1:09   | Sacramento, California      |                                                                              |
| Victoria  | 9–2    | Dan Christison           | Decisión (unánime)                  | UFC 61                             | 8 de julio de 2006       | 3     | 5:00   | Las Vegas, Nevada           |                                                                              |
| Derrota   | 8–2    | Márcio Cruz              | TKO (golpes)                        | UFC 57                             | 4 de febrero de 2006     | 1     | 4:10   | Las Vegas, Nevada           |                                                                              |
| Victoria  | 8–1    | Tim Sylvia               | Sumisión (armbar)                   | UFC 48                             | 19 de junio de 2004      | 1     | 0:50   | Las Vegas, Nevada           | Ganó el Campeonato de Peso Pesado de UFC; Más tarde el título quedó vacante. |
| Victoria  | 7–1    | Wes Sims                 | KO (rodillazo y golpes)             | UFC 46                             | 31 de enero de 2004      | 2     | 4:21   | Las Vegas, Nevada           |                                                                              |
| Victoria  | 6–1    | Wes Sims                 | Descalificación (pisotón ilegal)    | UFC 43                             | 6 de junio de 2003       | 1     | 2:55   | Las Vegas, Nevada           | Sims fue descalificado por patear a un oponente derribado.                   |
| Victoria  | 5–1    | Tank Abbott              | Sumisión (toe hold)                 | UFC 41                             | 28 de febrero de 2003    | 1     | 0:46   | Atlantic City, Nueva Jersey | Primera y única finalización por toe hold en la historia de UFC.             |
| Derrota   | 4–1    | Ian Freeman              | TKO (golpes)                        | UFC 38                             | 13 de julio de 2002      | 1     | 4:35   | Londres                     |                                                                              |
| Victoria  | 4–0    | Pete Williams            | Sumisión (Mir lock)                 | UFC 36                             | 22 de marzo de 2002      | 1     | 0:46   | Las Vegas, Nevada           |                                                                              |
| Victoria  | 3–0    | Roberto Traven           | Sumisión (armbar)                   | UFC 34                             | 2 de noviembre de 2001   | 1     | 1:05   | Las Vegas, Nevada           |                                                                              |
| Victoria  | 2–0    | Dan Quinn                | Sumisión (triangle choke)           | IFC 15                             | 31 de agosto de 2001     | 1     | 2:15   | Oroville, California        |                                                                              |
| Victoria  | 1–0    | Jerome Smith             | Decisión (unánime)                  | SF 11                              | 14 de julio de 2001      | 2     | 5:00   | Evansville, Indiana         |                                                                              |